# Razvrstitev po sistemu TNM
Razvrstitev po sistemu TNM oziroma klasifikacija TNM pomeni kliničnopatološko klasifikacijo rakavih tumorjev po stanju njihove razširjenosti ob diagnozi po treh osnovnih komponentah:
- velikosti primarnega tumorja – T (tumor),
- odsotnosti ali prisotnosti zasevkov v področnih bezgavkah – N (nodus = bezgavka),
- odsotnosti ali prisotnosti oddaljenih zasevkov – M (mestastaza ali zasevek).

Sistem TNM za razvrščanje čvrstih tumorjev je zasnoval Pierre Denoix med letoma 1943 in 1952. Gre za uveljavljen sistem razvrščanja različnih čvrstih tumorjev, ne uporablja pa se za rake osrednjega živčevja (možganov in hrbtenjače) ter za krvne rake.

## Kategorija T
Najprej se opredeli T (velikost primarnega tumorja), pri čemer pa se je pomembno zavedati, da je posamezna kategorija T pri posameznih vrstah raka lahko različno opredeljena:
- Tx – primarnega tumorja ni mogoče opredeliti (pogosto pri zelo majhnih tumorjih oz. t. i. tumorjih neznanega izvora, ko je bolezen potrjena iz bezgavk ali iz oddaljenih zasevkov)
- T0 – ni znakov za primarni tumor
- Tis – rak je in situ (ne prodira skozi bazalno membrano)
- T1 – majhen tumor; večinoma je meja ≤ 2 cm (pri pljučnih tumorjih je večja; ≤ 3 cm), lahko je opredeljen anatomsko (mezoteliom) ali pa z globino invazije (melanom)
- T2 – večji tumor; običajno 2–4 cm oz. 2−5 cm (rak dojke) ali 3−7 cm (rak pljuč); prodira v globlje plasti (melanom).
- T3 – tumor je velik, a še ne vrašča v sosednje organe in tkiva ali vrašča v za življenje manj pomembne organe in tkiva (npr. rak pljuč v torakalno steno, v mišičje)
- T4 – tumor vrašča v sosednji organ

## Kategorija N
Stadij N pove, ali so področne bezgavke metastatsko spremenjene ali ne. To se oceni na podlagi velikosti bezgavke (običajno so sumljive bezgavke, ki o večje od 1 cm), prisotnosti nekroze v njej ali vidnega preraščanja bezgavčne kapsule. Za oceno stadija N se uporabljajo slikovne (UZ, CT, MR) ali funkcionalne (PET-CT) preiskave, lahko pa se opravi tudi biopsija ali v skrajnem primeru odstranitev sumljive bezgavke (nodektomija).
- Nx – določitev prisotnosti raka v okolnih bezgavkah ni možna[3]
- N0 – rak v področnih bezgavkah ni prisoten[3] oziroma le-te niso sumljivo povečane
- N1, N2, N3 – število področnih bezgavk oziroma lokacij, v katerih je rak že prisoten; višje je število ob N, več bezgavk je prizadetih.[3] Pri N3 področni zasevki običajno niso več operabilni, močno pa je povečano tudi tveganje za sočasno prisotnost oddaljenih zasevkov v drugih delih telesa. Merila za določitev stadija N so pri različnih rakih različna. Na primer, pri raku debelega črevesa stadij N1 pomeni, da so rakavo prizadete 1 do 3 področne bezgavke, pri N2 4- do 6 področnih bezgavk in pori stadiju N3 7 ali več področnih bezgavk.[5]

## Kategorija M
Stadij M pove, ali je rak zaseval, torej če se je razširil dlje od področnih bezgavk. Za ugotavljanje prisotnosti oddaljenih zasevkov se uporabljajo enake metode kot za ugotavljanje prizadetosti področnih bezgavk. Poznamo naslednje stadije M:
- Mx – oddaljenih zasevkov ni možno oceniti
- M0 – oddaljeni zasevki niso prisotni
- M1 – oddaljeni zasevki so prisotni